# Васильчук Вадим Васильович
Васильчук Вадим Васильович (нар. 6 листопада 1982, м. Київ) — український громадський діяч, політик, депутат Київради від Дарницького району Києва в Київській міській раді (IX скликання).

## Життєпис
Народився 6 листопада 1982 року в Києві.

## Освіта
- У 1990—1998 роках навчався у спеціалізованій школі I—III ступенів № 98 з поглибленим вивченням англійської мови.
- У 1999—2000 роках продовжив навчання у «Києво-Могилянському колегіумі».
- У 2002—2004 роках навчався у «Київському національному університеті культури і мистецтв» за напрямом книгознавство, бібліотекознавство і бібліографія.
- У 2004 році вступив до Національного університету «Києво-Могилянська академія». У 2010 році отримав диплом «Магістра» за спеціальністю «історія».
- У 2018 році вступив до Національного університету оборони України ім. Івана Черняховського (Кафедра військової підготовки), який закінчив у 2020 році.

## Громадська діяльність
- У 2005—2007 роках — член студентської колегії НАУКМА, виборчого органу студентського самоврядування[1].
- У 2006—2007 роках — голова школи традиційного козацького бойового мистецтва «Спас».[2][3]
- З 2008 року є ініціатором та одним з організаторів акції «Живий ланцюг Соборності» в Києві, Україні та світі;[4][5][6][7]
- У 2010 році працював заступником декана з виховної роботи НАУКМА.[джерело?]
- Організатор створення громадської організації «Я Люблю Воскресенку» (ЯЛВ).[джерело?]
- Ініціатор заходу «Воскресенська Покрова».[джерело?]
- Після 24 лютого 2022 року перебуває в лавах сил оборони України від російських загарбників.[8][9]
- Постійна комісія Київської міської ради з питань освіти і науки, молоді та спорту (Голова комісії)[10]

## Політична діяльність
- 2002 рік — один із організаторів виборчої кампанії кандидата в депутати Верховної Ради України.[кого?]
- 2004 рік — комендант штабу Майдану під Будинком профспілок України (під час Помаранчевої революції).[джерело?]
- 2006 рік — помічник народного депутата Верховної Ради України V скликання — Лижичко Руслани.[джерело?]
- 2007 рік — учасник групи контролю за парламентською виборчою кампанією.
- 2010 рік — учасник численних акцій проти базування Російського флоту на території України (Харківські угоди).
- 2012 рік — організатор акції протесту «Мовний майдан» під Верховною Радою України, також був кандидатом в депутати Верховної ради України (Парламентські вибори 2012 року) [джерело?]
- 2013 році — Активний учасник численних акцій протесту проти режиму Януковича (Революція Гідності)[11][12][13], комендант Євромайдану[14][15], комендант табору, що був організований на захист та підтримку незаконно затриманих під Генеральною прокуратурою України, а також керівник «Сотні Архангела Михаїла».
- У 2014 році — Радник Міністра освіти і науки України. Був кандидатом в депутати Київської міської ради (Місцеві вибори 2014 року та кандидатом в депутати Верховної Ради України (Парламентські вибори 2014 року).
- З 2015 року — Депутат Київської міської ради.[16] Був обраний як член політичної партії "Об'єднання «Самопоміч». У подальшому фракція була розпущена більшістю її членів.[17] Натомість 17 колишніх її членів об'єдналися в депутатську групу Київська команда[18]. 28 серпня 2020 року оголосив про вихід з депутатської групи «Київська команда».
- Кандидат у народні депутати від партії «Голос» на парламентських виборах 2019 року (виборчий округ № 214, м. Київ).[19]
- Обраний депутатом Київської міської ради на Місцевих виборах 2020 року (25 жовтня 2020 року) по виборчому округу № 2 м. Києва (Дарницький район) за списком політичної партії «Голос» (№ 1 в районному списку та № 13 в загальноміському) (Протокол Київської міської виборчої комісії про результати виборів депутатів Київської міської ради [Архівовано 11 листопада 2020 у Wayback Machine.]).
- Увійшов до рейтингу перспективних українських політиків 2021 (66 місце) за версією Gazeta.ua[20].

## Діяльність у Київській міській раді
На посаді Голови тимчасової контрольної комісії з питань перевірки діяльності автозаправних станцій (в тому числі газових), нафтосховищ (терміналів) на території міста Києва, розслідував порушення при будівництві автозаправочной станції ОККО в Києв. Згодом Київрада підтримала припинення будівництва АЗС ОККО в мікрорайоні Позняки.
Ключові напрямки депутатської діяльності: трансформація мережі закладів загальної середньої освіти Києва, впровадження сучасних напрямків в освітній процес (STEAM, робототехніка тощо), протидія булінгу, відновлення та розвиток мережі спортивних закладів Києва (реконструкція Фізкультурно-оздоровчого комплексу по вул. Райдужній, 33-А в Дніпровському районі), екологія та створення зелених зон (ландшафтний заказник місцевого значення «Радунка», заказник «Горбачиха»), інфраструктура (проект коригування лівобережних підходів Подільсько-воскресенського мостового переходу).

## Особисте життя
Одружений, має чотирьох дітей.
Захоплення: футбол, шахи, бойові мистецтва.